# Octopus oculifer
Il polpo delle Galápagos (Octopus oculifer, Gould, 1852) è un mollusco cefalopode della famiglia Octopodidae, endemico delle coste delle isole Galápagos, noto arcipelago ecuadoriano.